# Campagne nationale du Costa Rica

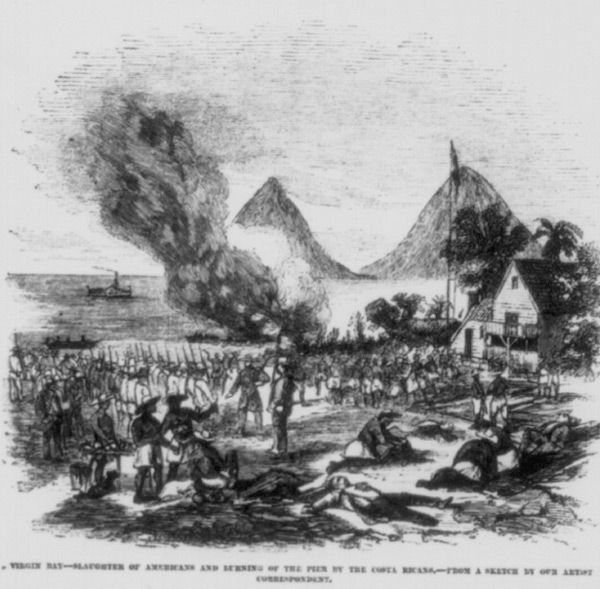
Croquis de la deuxième bataille de Rivas, Nicaragua en 1856 du journal illustré de Frank Leslie.

La campagne nationale du Costa Rica (1856-1857) est un conflit armé qui eut lieu entre mars 1856 et mai 1857, entre la République du Costa Rica et l'armée des flibustiers américains sous le commandement de William Walker, à la suite de l'occupation du Nicaragua depuis 1855.  
Le terme Campagne Nationale a été donné par le président Juan Rafael Mora à l'époque, avec pour objectif de marquer la transcendance de la guerre qui allait se livrer pour garantir la liberté et souveraineté des peuples centroaméricains contre leur envahisseur. Ce pourquoi, le nom Campagne Nationale est utilisée essentiellement au Costa Rica pour définir les événements qu'ont impliqué la participation directe de ce pays dans le conflit. D'autres termes sont utilisés au Costa Rica pour définir ce conflit comme Guerre de 1856, Guerre contre les flibustiers ou encore, Guerre pour la Patrie.

## Histoire
Au Nicaragua, l'ensemble des événements de la guerre civile entre légitimistes et démocrates qui a amené William Walker au pouvoir, et motivé la participation costaricienne dans le conflit, est connu comme Guerre Nationale du Nicaragua. En Amérique centrale, l'ensemble des conflits est connu comme Guerre Nationale Centroaméricaine ou Guerre centroaméricaine contre les flibustiers.
La Campagne Nationale impliqua directement le Costa Rica et le Nicaragua, et à une moindre échelle, les autres pays centroaméricains, mais aussi les États-Unis, le Royaume-Uni et le Second Empire français. 
Historiquement, le conflit est divisé en deux phases stratégiques : la première entre mars et avril 1856, débuta avec la Bataille de Santa Rosa (20 mars), au Guanacaste, continua avec le combat de Sardinal (10 avril), à Sarapiquí, au Costa Rica, et se termina avec la bataille de Rivas (11 avril) au Nicaragua. L'apparition du choléra motiva le retrait des troupes costariciennes après la bataille.
Après l'épidémie de choléra, la deuxième phase est connue historiquement connue comme la Campagne du Transit, du nom de l'Accessory Transit Company qui avait soutenu Walker. Celle-ci commença en novembre 1856 et se termina en mai 1857. La Campagne du Transit eut pour objectif principal le contrôle fluvial du Rio San Juan. Celle-ci s'engagea le 22 novembre avec la Bataille de San Juan del Sur et se poursuivit avec le Combat de la Trinidad (22 décembre), situé à l'embouchure du fleuve Sarapiqui dans le Rio San Juan, ainsi que par la prise des bateaux à vapeur des flibustiers (23 décembre), des combats du Castillo Viejo (16 février 1857), du Fort de San Carlos (février-mars) et de l'île Ometepe (mars-avril), pour se finir avec les batailles de San Jorge (mars-mai) et de Rivas (avril-mai), qui impliquèrent les autres républiques centroaméricaines. 
La Campagne Nationale du Costa Rica se termina avec la reddition de William Walker le 1er mai 1857. Elle est considérée comme une étape importante de l'histoire du pays, étant donné qu'elle a donné l'impulsion à la construction de l'État-Nation au Costa Rica, et qu'elle représente la consolidation de l'indépendance, ainsi que le début de la formation de l'identité nationale.